# Jurriën Timber
Jurriën David Norman Timber (phát âm tiếng Hà Lan: [ˈjʏri(j)ɛn ˈtɪmbər]; sinh ngày 17 tháng 6 năm 2001) là một cầu thủ bóng đá chuyên nghiệp người Hà Lan hiện đang thi đấu cho câu lạc bộ Premier League Arsenal và đội tuyển bóng đá quốc gia Hà Lan ở vị trí hậu vệ biên hoặc trung vệ.
Timber gia nhập lò đào tạo trẻ của Ajax vào năm 2014 từ Feyenoord. Anh ra mắt đội một vào tháng 3 năm 2020 và đã giành được hai danh hiệu Eredivisie và một KNVB Cup. Anh đã giành được Giải thưởng Marco van Basten vào năm 2022.
Timber đã có 29 lần ra sân cho Hà Lan ở cấp độ trẻ quốc tế. Anh là thành viên của đội U-17 đã giành được Giải vô địch bóng đá U-17 châu Âu 2018. Anh ra mắt đội tuyển quốc gia vào tháng 6 năm 2021.

## Danh hiệu

### Câu lạc bộ
Ajax
- Eredivisie: 2020–21, 2021–22
- KNVB Cup: 2020–21

Arsenal
- FA Community Shield: 2023[6]

### Đội tuyển quốc gia
U-17 Hà Lan
- UEFA European Under-17 Championship: 2018[7]